# Сабинский район
Саби́нский райо́н (тат.  Саба районы) — административно-территориальная единица и муниципальное образование (муниципальный район) в составе Республики Татарстан Российской Федерации. Расположен в северной части республики. Административный центр — посёлок городского типа Богатые Сабы. Общая площадь Сабинского района составляет 1097,7 км². По состоянию на 2020-й в районе проживают 31 041 человек. Этническую композицию района на 96 % составляют татары, на 3 % — русские, а 1 % — представители других национальностей.
Заселение территории современного Сабинского района началось ещё в эпоху неолита. Первые упоминания о селе Богатые Сабы относятся к XIII веку. В составе ТАССР Сабинский район был образован 10 августа 1930 года.
В мае 2020-го в районе завершили строительство индустриального парка «Саба» и объявили о создании пищевого кластера.

## География

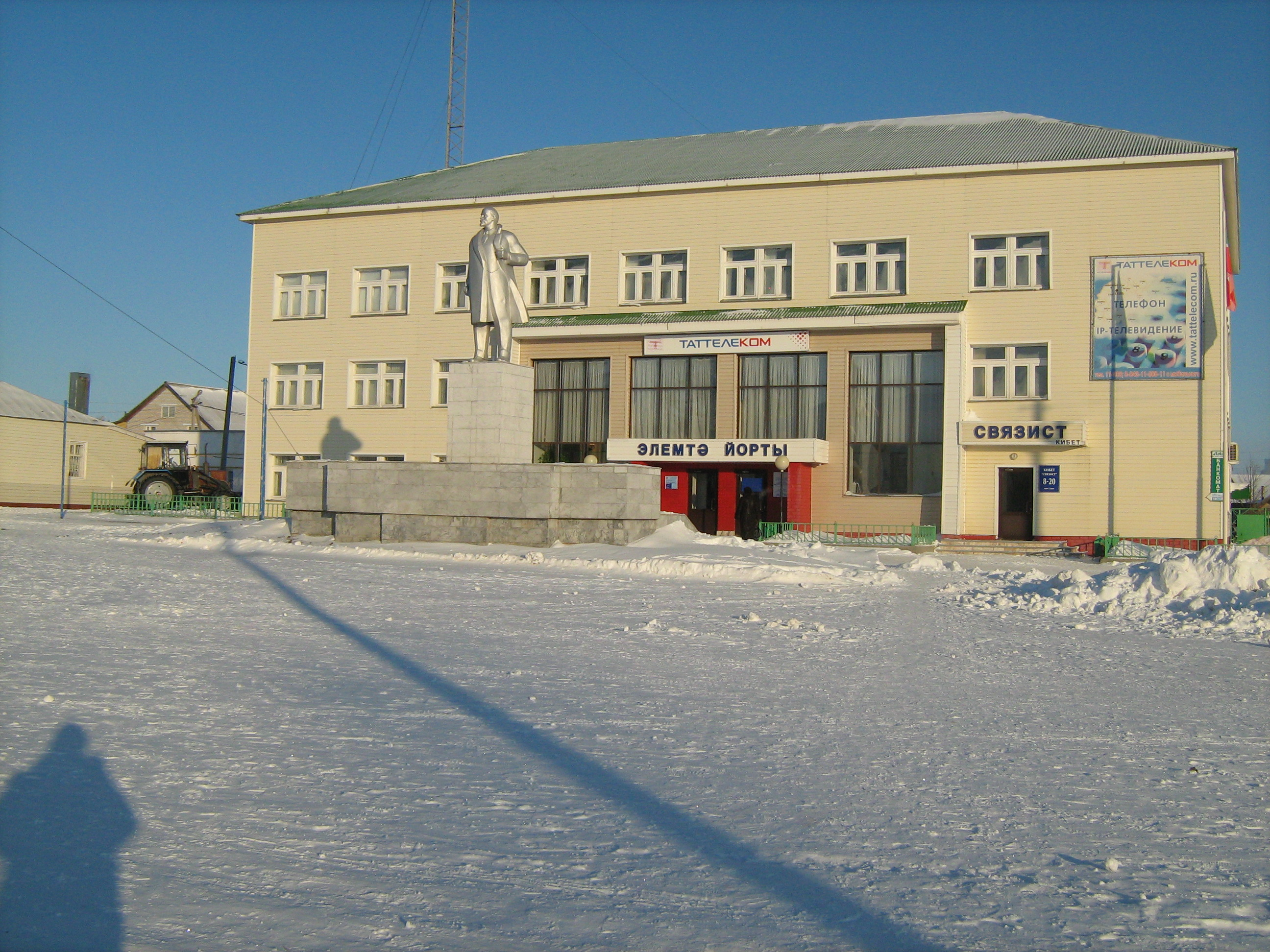
Поселок Богатые Сабы, 2016 год

Район расположен в северной части республики, на реке Саба, занимает верхнюю часть реки Мёши. Граничит с Балтасинским, Кукморским, Тюлячинским, Арским районами. Ландшафт представляет собой холмистую равнину, разделённую речными долинами на широкие и пологие гряды. В рельефе района заметны четыре основных водораздела: северный (между верховьями реки Мёши и уходящими на юг её притоками), западный (между реками Малая Мёша и Сабинка), юго-восточный (между притоками Казкаш и Иныш), а также центральный (между притоками Сабинка и Казкаш). К коренным породам относят отложения казанского и татарского ярусов пермского периода — доломиты и известняки светло-серого цвета, глины, песчаники, мергели сероватой и серовато-бурой окраски.
Климат района умеренно-континентальный, с холодной зимой и тёплым летом, а также достаточным количеством осадков. Основными полезными ископаемыми Сабинского района являются глина кирпичная, камень бутовый, известь, песок, торф. Залежи кирпичной глины разбросаны по всей территории района, её используют для получения стройматериалов. Бутовый камень также имеется по всей территории, однако наибольшие залежи разрабатываются вблизи селений Олуяз и Средние Сабы. Также в Сабинском районе имеется более 20 месторождений известняков.

## Герб и флаг
Герб района был разработан Геральдическим советом при президенте республики, вместе с Союзом геральдистов России, и утверждён 14 ноября 2005 года. На гербе изображена зелёная ель на фоне золотого поля, от которой отходят две струи в виде лазорево-серебряного стропила — аллегория на родники, которые составляют основную часть водных ресурсов Сабинского района. Символика герба отражает экономически важную роль лесного хозяйства в районе. Также ель символизирует природу, здоровье, жизненный рост, жёлтый цвет — символ урожая, богатства, серебряный и лазурный цвета символизируют чистоту, совершенство, мир, взаимопонимание, благородство и честь.

## История

### Предыстория
Древние люди начали заселять современную территорию Сабинского района начиная с эпохи неолита. Об этом свидетельствуют найденные археологические памятники в виде остатков древних поселений, городищ, могильников, местонохождений. Впервые село Богатые Сабы, что в переводе с татарского означает «Богатая знать», упоминается в источниках XIII века. В средние века в поселении сложился центр гончарного производства. Первый поиск древностей на территории Сабинского района связан с деятельностью академических экспедиций второй половины XVIII века, направленных на комплексные исследования природных богатств восточных регионов России. Полевые исследования первобытных и средневековых памятников на территории региона осуществили ещё в 1768—1774 годах Николай Рычков, Пётр Паллас, Иван Лепехин. С начала XIX века поисками древних памятников занимаются учёные Казанского университета и краеведы-любители.
Сабинский район был образован 10 августа 1930 года. До 1920-го территория относилась к Мамадышскому и Лаишевскому уездам Казанской губернии, с 1920 по 1927-й — к Арскому, Мамадышскому и Лаишевскому кантонам ТАССР. На момент образования Сабинского района как самостоятельной муниципальной единицы в его состав входили 69 сельсоветов, 118 населенных пунктов, общей численностью 68 066 человек, преимущественно татары — 59 366 человек. Границы и административное деление Сабинского района менялись несколько раз. Так, в 1935 году часть района отошла к Тюлячинскому, но была возвращена 12 октября 1959 года. 19 февраля 1944 года часть территории Сабинского района была передана в новый Чурилинский район. В результате укрупнения административных единиц ТАССР в 1963 году к Сабинскому району присоединили Кукморский район, а также Таканышский, тогда площадь Сабинского района составляла 3197 км², а численность — 112,1 тысячи человек. В результате очередного административно-территориального деления ТАССР в 1965-м территория района уменьшилась до 1914 км², а количество жителей составило 59,3 тысячи человек. Тюлячинский район был выделен из состава Сабинского 4 октября 1991 года.
Во время Великой Отечественной войны в 1942 году по инициативе трудящихся Сабинского района был организован сбор средств на выпуск танков Т-35. Сельчане смогли собрать более 100 млн рублей, на которые были закуплены две колонны бронетехники по 200 единиц каждая с надписью «Колхозник Татарии». Они были переданы 10-му и 23-му танковым корпусам.

### Современность
С 1999 года бессменным главой района является родной брат нынешнего главы республики Рустама Минниханова — Раис Минниханов. В 2004-м районный центр Богатые Сабы получил статус посёлка городского типа, на следующий год Сабинский район стал муниципальным образованием.

## Население

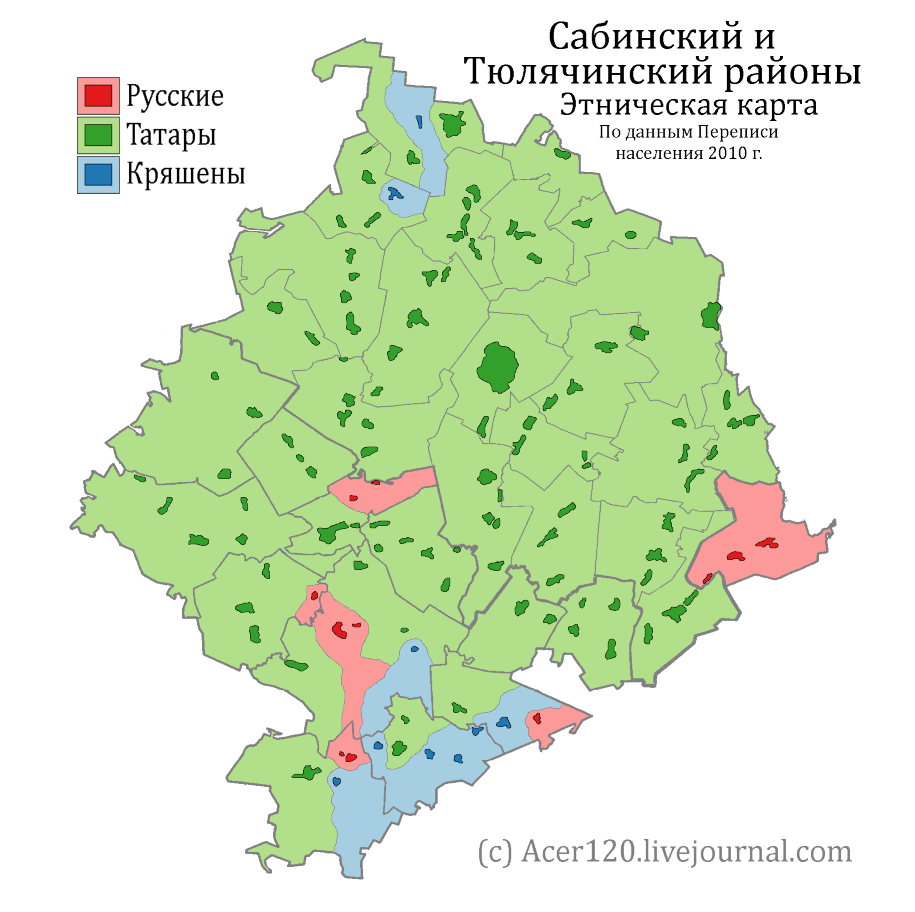
Этническая карта Сабинского и Тюлячинского районов

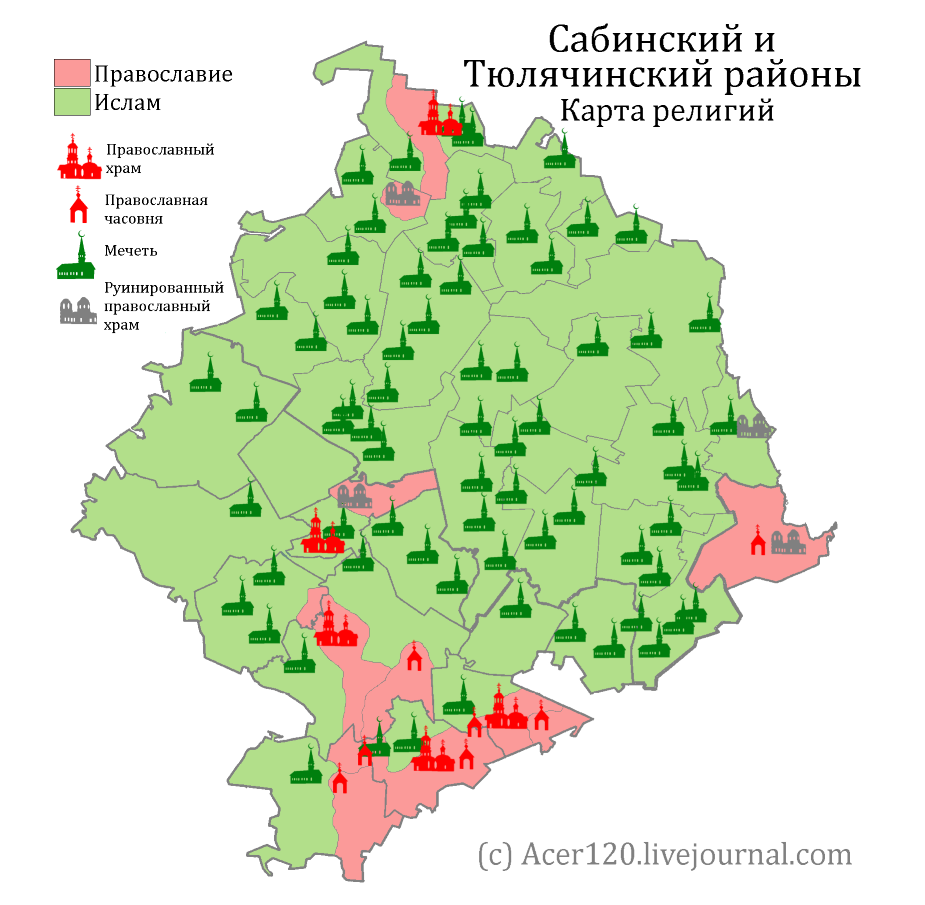
Религиозная карта Сабинского и Тюлячинского районов

Национальный состав района (по данным переписи 2020 года из числа указавших национальность) — татары 94,3 %, русские 3,8 %. В городских условиях (пгт Богатые Сабы) проживают 28,86 % населения района.
| 2002    | 2003    | 2004    | 2005    | 2006    | 2007    | 2008    |
| ------- | ------- | ------- | ------- | ------- | ------- | ------- |
| 31 317  | ↗31 900 | ↘31 100 | ↘30 727 | ↘30 545 | ↗30 600 | ↗30 654 |
| 2009    | 2010    | 2011    | 2012    | 2013    | 2014    | 2015    |
| →30 654 | ↗31 038 | ↘31 015 | ↗31 107 | ↗31 210 | ↘31 144 | ↘31 115 |
| 2016    | 2017    | 2018    | 2019    | 2021    |         |         |
| ↗31 255 | ↗31 275 | ↘31 269 | ↘31 041 | ↘30 586 |         |         |

## Муниципально-территориальное устройство
В Сабинском муниципальном районе 1 городское и 19 сельских поселений и 67 населённых пунктов в их составе.
| №        | Муниципальное образование            | Административный центр                    | Количество населённых пунктов | Население | Площадь, км² |
| -------- | ------------------------------------ | ----------------------------------------- | ----------------------------- | --------- | ------------ |
| 1e-06    | Городское поселение                  |                                           |                               |           |              |
| 1        | посёлок городского типа Богатые Сабы | пгт Богатые Сабы                          | 2                             | ↗8944     |              |
| 1.000002 | Сельские поселения                   |                                           |                               |           |              |
| 2        | Арташское сельское поселение         | деревня Два Поля Арташ                    | 3                             | ↘695      |              |
| 3        | Большекибячинское сельское поселение | село Большие Кибячи                       | 3                             | ↘926      |              |
| 4        | Большеныртинское сельское поселение  | село Большие Нырты                        | 4                             | ↗531      |              |
| 5        | Большешинарское сельское поселение   | село Большой Шинар                        | 5                             | ↘1022     |              |
| 6        | Верхнесиметское сельское поселение   | село Верхний Симет                        | 2                             | ↘567      |              |
| 7        | Евлаштауское сельское поселение      | село Евлаштау                             | 2                             | ↘695      |              |
| 8        | Изминское сельское поселение         | село Измя                                 | 5                             | ↘1527     |              |
| 9        | Иштуганское сельское поселение       | посёлок железнодорожного разъезда Иштуган | 1                             | ↗618      |              |
| 10       | Кильдебякское сельское поселение     | село Кильдебяк                            | 3                             | ↘896      |              |
| 11       | Корсабашское сельское поселение      | село Корсабаш                             | 5                             | ↘730      |              |
| 12       | Мешинское сельское поселение         | посёлок Лесхоз                            | 2                             | ↗1568     |              |
| 13       | Мичанское сельское поселение         | село Старый Мичан                         | 4                             | ↘651      |              |
| 14       | Нижнешитцинское сельское поселение   | село Нижние Шитцы                         | 3                             | →721      |              |
| 15       | Сатышевское сельское поселение       | село Сатышево                             | 5                             | ↘1231     |              |
| 16       | Староикшурминское сельское поселение | село Старая Икшурма                       | 3                             | ↘753      |              |
| 17       | Тимершикское сельское поселение      | село Тимершик                             | 5                             | ↗1456     |              |
| 18       | Шеморданское сельское поселение      | село Шемордан                             | 3                             | ↘5947     |              |
| 19       | Шикшинское сельское поселение        | село Шикши                                | 3                             | ↗841      |              |
| 20       | Юлбатское сельское поселение         | село Юлбат                                | 4                             | ↗752      |              |

| №  | Населённый пункт  | Тип                               | Население | Муниципальное образование            |
| -- | ----------------- | --------------------------------- | --------- | ------------------------------------ |
| 1  | Аккуль-Бигеней    | деревня                           |           | Сатышевское сельское поселение       |
| 2  | Алан-Елга         | село                              |           | Шикшинское сельское поселение        |
| 3  | Бакшанда          | деревня                           |           | Мичанское сельское поселение         |
| 4  | Богатые Сабы      | пгт                               | ↗8828     | посёлок городского типа Богатые Сабы |
| 5  | Большие Кибячи    | село                              |           | Большекибячинское сельское поселение |
| 6  | Большие Нырты     | село                              |           | Большеныртинское сельское поселение  |
| 7  | Большой Арташ     | село                              |           | Арташское сельское поселение         |
| 8  | Большой Шинар     | село                              |           | Большешинарское сельское поселение   |
| 9  | Верхние Шитцы     | деревня                           |           | Нижнешитцинское сельское поселение   |
| 10 | Верхний Отар      | село                              |           | Корсабашское сельское поселение      |
| 11 | Верхний Симет     | село                              |           | Верхнесиметское сельское поселение   |
| 12 | Два Поля Арташ    | деревня                           |           | Арташское сельское поселение         |
| 13 | Евлаштау          | село                              |           | Евлаштауское сельское поселение      |
| 14 | Елышево           | деревня                           |           | Нижнешитцинское сельское поселение   |
| 15 | Завод-Нырты       | село                              |           | Большеныртинское сельское поселение  |
| 16 | Измя              | село                              |           | Изминское сельское поселение         |
| 17 | Илебер            | деревня                           |           | Изминское сельское поселение         |
| 18 | Иштуган           | посёлок железнодорожного разъезда | ↗613      | Иштуганское сельское поселение       |
| 19 | Казанче-Бигеней   | село                              |           | Сатышевское сельское поселение       |
| 20 | Калатау           | посёлок                           |           | Юлбатское сельское поселение         |
| 21 | Кзыл-Меша         | село                              |           | Тимершикское сельское поселение      |
| 22 | Кильдебяк         | село                              |           | Кильдебякское сельское поселение     |
| 23 | Корсабаш          | село                              |           | Корсабашское сельское поселение      |
| 24 | Кренни            | село                              |           | Мичанское сельское поселение         |
| 25 | Куюк              | деревня                           |           | Тимершикское сельское поселение      |
| 26 | Кырбаш            | деревня                           |           | Шеморданское сельское поселение      |
| 27 | Лесхоз            | посёлок                           |           | Мешинское сельское поселение         |
| 28 | Малые Кибячи      | деревня                           |           | Большекибячинское сельское поселение |
| 29 | Малый Шинар       | село                              |           | Большешинарское сельское поселение   |
| 30 | Мамалаево         | деревня                           | ↘242      | Сатышевское сельское поселение       |
| 31 | Мартыново         | село                              |           | Кильдебякское сельское поселение     |
| 32 | Мендюш            | посёлок железнодорожного разъезда |           | Корсабашское сельское поселение      |
| 33 | Мешабаш           | деревня                           |           | Евлаштауское сельское поселение      |
| 34 | Мингер            | село                              |           | Тимершикское сельское поселение      |
| 35 | Мичанбаш          | село                              |           | Шеморданское сельское поселение      |
| 36 | Нижние Шитцы      | село                              |           | Нижнешитцинское сельское поселение   |
| 37 | Нижний Отар       | деревня                           |           | Корсабашское сельское поселение      |
| 38 | Нижний Симет      | село                              |           | Верхнесиметское сельское поселение   |
| 39 | Новый Мичан       | село                              |           | Мичанское сельское поселение         |
| 40 | Олуяз             | село                              |           | Изминское сельское поселение         |
| 41 | Пукаль            | деревня                           |           | Изминское сельское поселение         |
| 42 | Сабабаш           | село                              |           | Мешинское сельское поселение         |
| 43 | Сабай             | деревня                           |           | Тимершикское сельское поселение      |
| 44 | Сатышево          | село                              |           | Сатышевское сельское поселение       |
| 45 | Серда             | деревня                           |           | Шикшинское сельское поселение        |
| 46 | Средние Нырты     | деревня                           |           | Большеныртинское сельское поселение  |
| 47 | Средние Сабы      | деревня                           | ↘116      | посёлок городского типа Богатые Сабы |
| 48 | Старая Икшурма    | село                              |           | Староикшурминское сельское поселение |
| 49 | Старый Мичан      | село                              |           | Мичанское сельское поселение         |
| 50 | Суля              | деревня                           |           | Корсабашское сельское поселение      |
| 51 | Татарская Икшурма | село                              |           | Староикшурминское сельское поселение |
| 52 | Тимершик          | село                              |           | Тимершикское сельское поселение      |
| 53 | Тнекеево          | деревня                           |           | Юлбатское сельское поселение         |
| 54 | Три Сосны         | деревня                           |           | Староикшурминское сельское поселение |
| 55 | Туктар            | деревня                           |           | Кильдебякское сельское поселение     |
| 56 | Тулушка           | посёлок                           |           | Большешинарское сельское поселение   |
| 57 | Тюбяк             | село                              |           | Большекибячинское сельское поселение |
| 58 | Утернясь          | деревня                           |           | Изминское сельское поселение         |
| 59 | Уют               | деревня                           |           | Большешинарское сельское поселение   |
| 60 | Чабки-Сабы        | деревня                           |           | Сатышевское сельское поселение       |
| 61 | Чабья Чурчи       | деревня                           |           | Большеныртинское сельское поселение  |
| 62 | Чулпыч            | деревня                           |           | Большешинарское сельское поселение   |
| 63 | Шемордан          | село                              | ↘5740     | Шеморданское сельское поселение      |
| 64 | Шикши             | село                              |           | Шикшинское сельское поселение        |
| 65 | Юлбат             | село                              |           | Юлбатское сельское поселение         |
| 66 | Юсуп-Алан         | деревня                           |           | Юлбатское сельское поселение         |
| 67 | Язлы-Арташ        | деревня                           |           | Арташское сельское поселение         |

## Экономика

### Промышленность
В Сабинском районе достаточно развитая промышленная и транспортно-логистическая инфраструктура. Наиболее крупными предприятиями являются Шеморданский мясокомбинат, фабрика меховых изделий и хлебоприёмное предприятие, «Саба», «Татмит Агро», Сабинский лесхоз. На территории района расположено Шеморданское линейно-производственное управление магистральных газопроводов.
Крупнейшим предприятием района является «Сабинский лесхоз»: лесной массив самый большой на территории Татарстана — 22 938 га. Лесхоз занимается лесоустройством и восстановлением коренных еловых формирований. В 2012 году был открыт республиканский Лесной селекционный-семеноводческий центр, где выращивают сеянцы с закрытой корневой системой, что повышает выживаемость растений до 99 % и гарантирует высокую скорость проращивания. В сентябре 2020 года Татарский ФАС признал картельный сговор между «Сабинским лесхозом» и «Сабинскими лесами» по госконтрактам, проходившим с 2016 по 2018 годы, подсчитав потери бюджета республики примерно в 0,5 млрд рублей. Заявление о проверке в 2019-м подала партия «Яблоко», проанализировав госзакупки Минсельхоза Татарстана в обозначенный период.
Одной из крупнейших зарегистрированных в Сабинском районе компаний был авиаперевозчик «ВИМ-Авиа», оформивший юридический адрес в Богатых Сабах в 2016 году. В 2018-м авиакомпания официально признала банкротство. Другая крупная организация — топливная компания «Транзит Сити», её оборот в 2018 году составил 11,9 млрд рублей. Другой районный топливный трейдер «Ликада Плюс» с оборотом в 10,9 млрд рублей в 2016—2017 годах объявил о банкротстве в 2020-м. Иные крупные компании Сабинского района преимущественно ориентированы на сельское хозяйство, среди них можно отметить «Дель-Транс-Агро» (выручка 5,7 млрд), «Сабагро» (317 млн), «Татмит Агро» (821 млн), «Саба» (809 млн), «ПМК» и другие.

### Сельское хозяйство
Сабинский район имеет сельскохозяйственную направленность. С/х-земли здесь занимают более чем 60 тысяч га, из которых пашенные — 55 тысяч га, это всего 1,78 % всех пашен Татарстана, однако с них район обеспечивает 2,53 % национальной выручки. Здесь возделывают озимую рожь, яровую пшеницу, овёс, ячмень, горох, картофель, лён. Также в регионе активно развивают мясомолочное скотоводство, овцеводство, свиноводство.
В 2016 году кооператив «Каймак» построил в Сабинском районе молочный завод на средства Минсельхозпрода Татарстана, выделенные по программе «Развитие сельскохозяйственной потребительской кооперации в РТ». По состоянию на 2020-й завод перерабатывает около 4 тонн молока в сутки от около 200 пайщиков кооператива.
В январе 2020 года в Сабинском районе открыли высокотехнологичный молочный комплекс ПМК с постройками на более чем 1500 поголовья коров разного возраста, где за животными осуществляется полностью роботизированный уход, человеческий труд на заводе не задействован.

### Инвестиционный потенциал
В районе представлено множество крупных компаний, занимающихся различными сферами бизнеса — от торговли зерном и топливных трейдеров, до строительства футбольных стадионов и разработчиков транспортных систем. На 2020 год в Богатых Сабах зарегистрировано более 500 юридических лиц и индивидуальных предпринимателей, по всему Сабинскому району — 970.
В мае 2020-го в Богатых Сабах завершилось строительство индустриального парка «Саба» — первая подобная площадка в сельской местности. Его создавали в рамках национального проекта «Малое и среднее предпринимательство и поддержка предпринимательской инициативы» и федерального «Акселерация субъектов малого и среднего предпринимательства», на реализацию было выделено 307,2 млн рублей из федерального и республиканского бюджетов и привлечено более 77 млн частных инвестиций. Общая площадь производственных помещений парка составляет 3500 м². По состоянию на ноябрь 2020-го, в парке числится 4 резидента, ещё с 5 предприятиями подписаны договоры о взаимодействии. Проект подразумевает расширение списка резидентов до 22 и создание 500 рабочих мест к 2024 году.
В 2020 году руководство Сабинского района объявило о планах создания районе пищевого кластера — специальной площадки для сбыта произведённой на территории республики овощей, мяса, молока, зерна. Под реализацию выделен участок площадью 10 га, из которых на двух га будет построен крытый агропромпарк, а остальные 8 застроят объектами пищевой промышленности.

### Транспорт

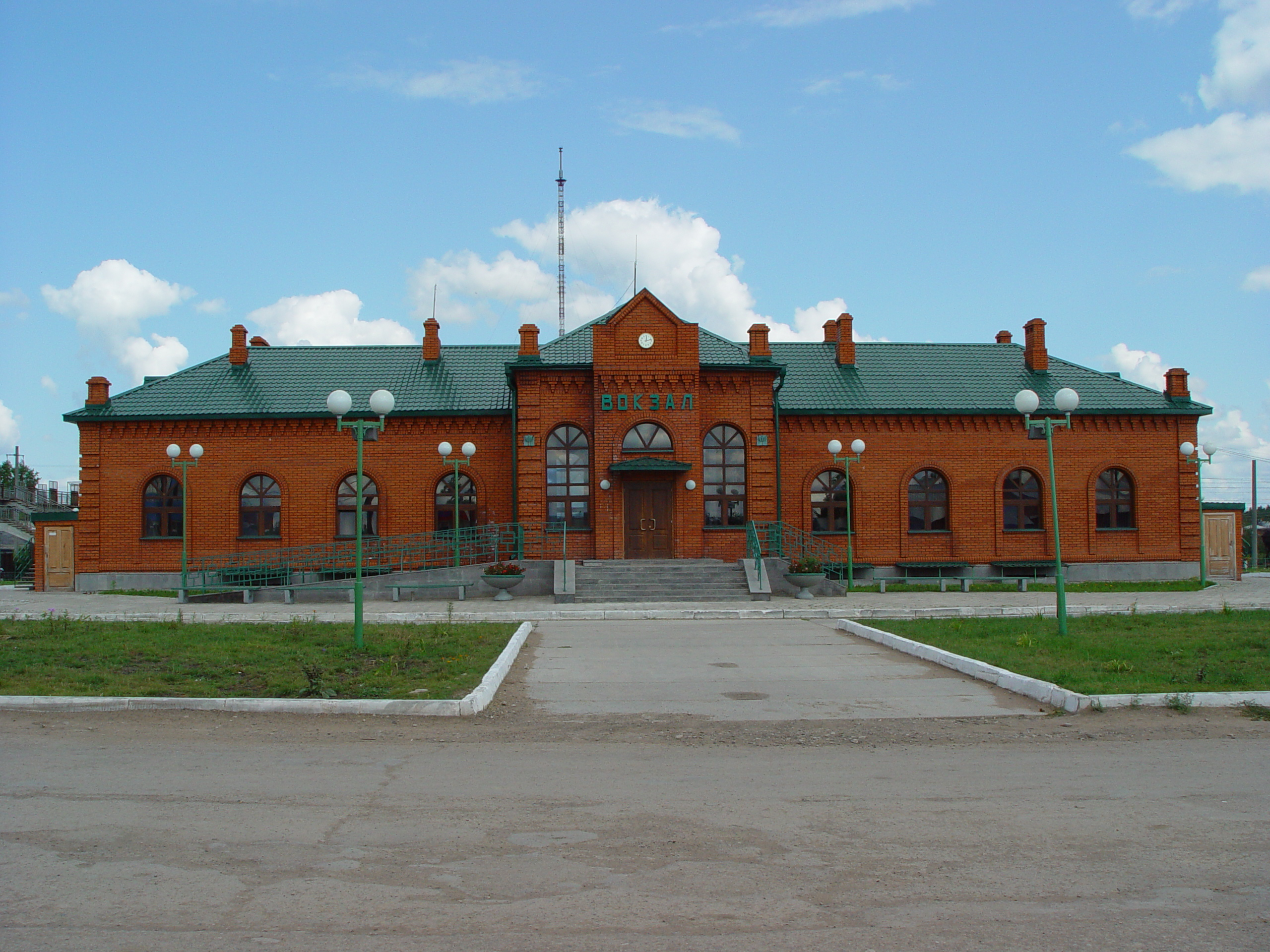
Шеморданский железнодорожный вокзал

На севере района проходит ж/д линия Москва — Казань — Екатеринбург. Станции и платформы (от Казани): Миндюш (пл.), Шемордан (ст.), Иштуган (ст.).
Основная автодорога в районе: Казань — Тюлячи — Богатые Сабы — Шемордан — Кукмор.

## Экология

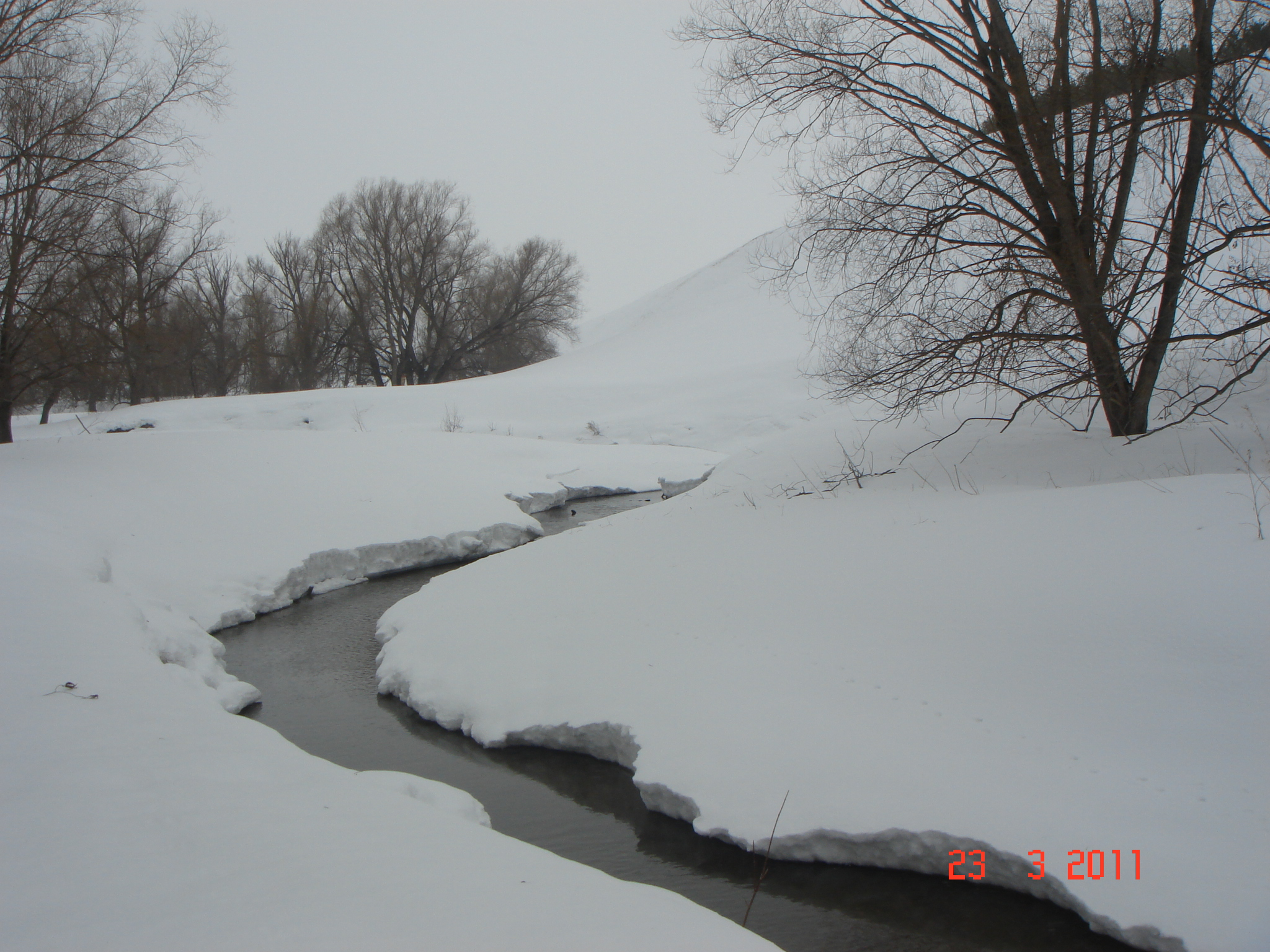
Природа села Тулушка Сабинского района, 2011 год

На территории района расположены охраняемые природные объекты, такие как река Мёша — правый приток реки Камы. Её длина составляет 186,4 километра, общая площадь бассейна — 4180 км². По территории заказника протекают реки Нырса, Ошняк, Бетька, Шумбут, Берсут. В лесах водятся лоси, косули, кабаны, лисицы, норки американские, рыси, зайцы русаки, зайцы беляки.
С 1977 по 2009 год на территории Сабинского и Кукморского районов действовал Государственный природный охотничий заказник «Сабинский» площадью 19,4 тысяч га, из которых большая часть — 14,1 тысяч га — была лесными угодиями. После ликвидации заказника его территория и функции были переданы Сабинскому лесхозу.

## Социальная сфера

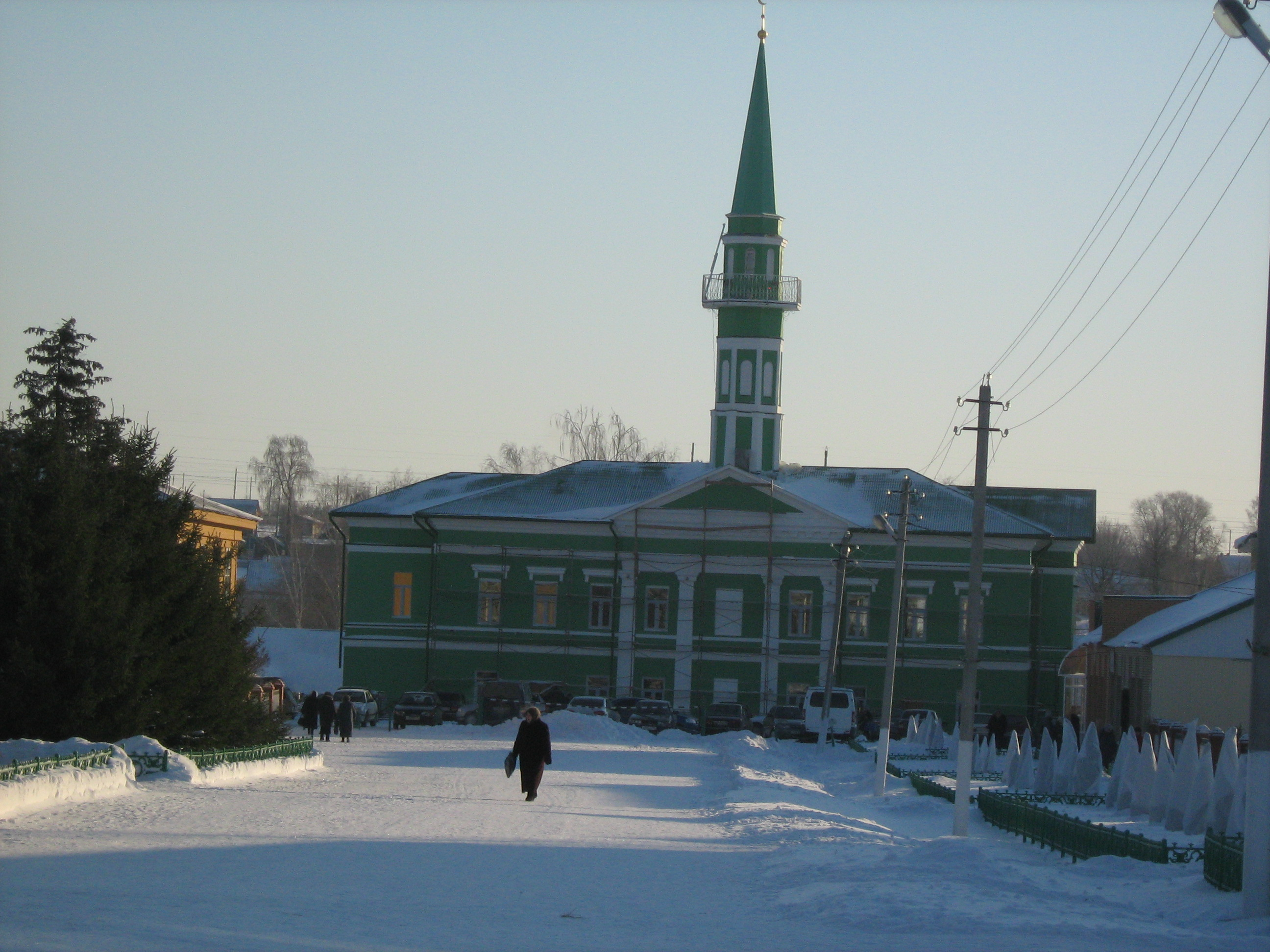
Мечеть в Сабинском районе, 2011 год

В 2016 году администрация запретили широкую торговлю спиртным на территории Сабинского района, для его продажи создали специализированные магазины «Харам» (по шариату — «греховное, запретное»).
Всего в районе, по состоянию на 2020-й, действуют 58 мечетей. За предыдущие два года новые мечети были открыты в сёлах Мартыново и Елышево.
Регион традиционно не позиционирует себя как туристический, в разгар сезона сёла Сабинского района посещает порядка тысячи человек. Однако летом 2020 года на фоне эпидемии коронавируса и развития внутреннего туризма района вошёл в республиканский проект «Татарстан — 1001 удовольствие» (большая часть средств от привлечённых туристов остаётся в местном бюджете). В районе можно увидеть, например, Музей истории медресе в селе Сатышево, основанную в 1865 году — в то время медресе стало первым кирпичным зданием во всём селе и одним из крупнейших в регионе. Здание отреставрировали и открыли в качестве музея в 2018-м. Экспозиция посвящена старинному училищу для муфтиев и имамов. Другая достопримечательность — Музей жизни и творчества татарского народного артиста Шауката Биктимирова, где представлены его сценические костюмы, грим, награды, фотографии, предметы быта. Музей истории Сабинского лесного хозяйства — единственный подобный тематический музей в Татарстане. В 2020-м к 50-летию Сабинского Дома культуры был отремонтирован фасад здания, при ДК действует 14 детских и взрослых кружков творчества.
Помимо этого в районе числится 25 сельских домов культуры, 30 сельских клубов, 3 автоклуба, районный ДК, районна библиотека имени Абрара Каримуллина и районная детская библиотека, 27 сельских библиотек; Музей истории Сабинского лесного хозяйства, Музей медресе села Сатышево и районный краеведческий музей; 69 образовательных учреждений, в том числе 46 дошкольных, 15 средних, 6 основных, гимназия, лицей и две школы-интерната. Сабинский аграрный колледж считается одним из республиканских лидеров в сфере профессионального образования. В 2011-м колледж был включён в состав научно-образовательного кластера Казанского государственного аграрного университета. Спортивная структура включает 154 объекта, среди них спортивная школа «Олимп», «Саба-Орена», «Сабантуй» и другие.
Издаётся районная газета «Саба таңнары» («Сабинские зори») на татарском языке.

### Известные люди
- Камалов Аляметдин Замалетдинович — первый секретарь Сабинского райкома КПСС с 1974 по 1983 годы
- Абсалямов, Минзакир Абдурахманович (1901—1962) — советский военный деятель, генерал-майор. Доктор военных наук, доцент, уроженец деревни Верхний Отары
- Биктемиров, Шаукат Хасанович (1928—2012) — актёр театра и кино, народный артист СССР (1977), село Мингер
- Хабибуллин, Заки Хабибуллович (1911—1945) — Герой Советского Союза, деревня Верхний Отары
- Файзрахманова Гульфия Шайхулловна — артистка Челнинского государственного драматического театра, уроженка села Олуяз
- Таслима Низами — татарская поэтесса, композитор и певица, Заслуженная артистка Республики Татарстан, автор более 500 популярных песен на татарском языке
- Тимиров Мингаз Ибрагимович (1914—2006) — полковник в отставке, организатор ветеранского движения в Казани, Заслуженный работник культуры РТ, участник парадов Победы в Москве, уроженец деревни Елышево
- Аскаров Ильфат Мансурович — артист Набережночелнинского государственного татарского драматического театра, Заслуженный артист Республики Татарстан, деревня Большие Кибячи
- Хасанов, Калимулла Гумерович (1878—1949) — депутат 2-й Государственной думы (1907) от Уфимской губернии, родом из деревни Чулпыч